# Tito Reyes
Tito Reyes  (Avellaneda, provincia de Buenos Aires, 28 de febrero de 1928 - Buenos Aires, Argentina, 9 de mayo de 2007), cuyo nombre real era Tito Cosme Sconza fue un cantor dedicado al género del tango.

## Primeros años
Nació en el barrio de Puente Alsina, era hijo de Rosario Lardaro, una napolitana que trabajaba de lavandera y vivía con sus 6 hermanos mayores en una casa de madera y chapa que había hecho su padre Luis y que estaba elevada un metro y medio sobre el nivel del suelo, porque en esa época la zona se inundaba muy frecuentemente cuando llovía. Sus padres se conocieron en Italia, se casaron y viajaron a la Argentina.  
Muy chico conoció el tango escuchando un programa de Radio Colonia dedicado a las grabaciones de Carlos Gardel –“cada tango de Gardel era una terrible clase de vocalización”, rememora años después- y de esa forma aprendió a cantar. Frecuentaba el café La Colmena, que estaba a dos cuadras de su casa, y el club Resplandor, que habían fundado. Cuando ya era cantor de Troilo al interpretar Un tango para el recuerdo cambió en la letra del tango, perteneciente a Antonio Cantó, sustituyendo "Tradición" por "Resplandor" y cuando el autor se lo señaló como un error le contestó: «El tango es tuyo, pero al club lo elijo yo».
En ese café los viernes y sábados solía haber cantores y un día Reyes se largó a cantar para el público. Gustó, comenzó a ser llamado para dar serenatas y también cantaba en otros cafés. Simultáneamente trabajaba y fue ayudante de zapatero, empleado en un corralón de materiales y aprendió el oficio de soldador laborando en la empresa metalúrgica Tamet; también hacía trabajos con un hermano, que era constructor. Nunca dejó de trabajar porque consideraba que el café y el canto eran solamente un entretenimiento.

## Actividad profesional
A los 15 años descubrió que cantar podría ser su medio de vida y con el guitarrista Héctor Arbello se largaron a cantar por locales del interior del país recibiendo lo que los asistentes quisieran retribuirle al «pasar el platito». A principios de la década de 1950 adoptó el Tito Reyes como su nombre artístico. Ya de vuelta en Buenos Aires trabajó en varietés y en la Confitería El Olmo del barrio de Once, donde aprendió mucho con Azucena Maizani, con la que trabajaba en el lugar. Luego pasó a cantar a una cantina de los hermanos Caló llamada El Vinacho que estaba en Talcahuano, entre Avenida Corrientes y Lavalle.
Fue así fogueando su personalidad tanguera –un estilo bien porteño- hasta que lo contrató Roberto Caló para cantar en su orquesta, etapa en la que produce su primera grabación, el tango Frente al espejo, que lo destacó en forma inmediata, al que siguieron Tango argentino y Nápoles de mi amor.
De ahí pasó al conjunto de Joaquín Do Reyes con quien registró Cuatro pasos en las nubes y, a dúo con Héctor Darío, Popurrí de tangos  y en 1963 llegó a la orquesta de Aníbal Troilo contratado inicialmente para trabajar en el Teatro Odeón. Tanto en una como en otra orquesta sus directores privilegiaban tangos en los que la poesía tuviera gran calidad. Estuvo con Troilo, incluyendo actuaciones en Brasil, Nueva York y Washington D. C., hasta 1975 y dejó registrados 23 temas, entre los que estaban éxitos como la milonga El conventillo.
Esa orquesta de Troilo fue conocida en los medios como "la orquesta de los cantores", pues por ella pasaron intérpretes vocales de la talla de Francisco Fiorentino, Alberto Marino, Floreal Ruiz, Edmundo Rivero, Roberto Goyeneche, Ángel Cárdenas, Roberto Rufino, Elba Berón y Nelly Vázquez, entre otros, y Tito Reyes fue quien cerró la lista hasta la muerte de Troilo, un director que supo amoldar la orquesta con el fin de que lucieran plenas sus condiciones vocales.
Decía Tito Reyes sobre Troilo:

"Mi presencia dentro de la orquesta fue un golpe muy fuerte para mí, porque yo era un «cantor de esquinas» y no podía olvidar aquellos fantasmas que estaban detrás de mí, esos grandes cantantes que tuvo Troilo. La influencia de Pichuco sobre mi personalidad, sin que él se lo propusiera, logró vencer mis aflicciones, porque el clima que creaba la orquesta para acompañar al cantor me iba llevando solito hacia lo que él buscaba...en ella, jamás se golpearon los instrumentos. No se buscaba el efectismo golpeando el bandoneón, pegando patadas en el suelo, simplemente se apuntaba a la sonoridad...utilizaba mucho...los matices exagerados. O sea, haciendo un pianissimo en una parte profunda de la letra, para después rematar, cosa que no había hecho antes ninguna orquesta. Uno podía cantar a media voz, con sentimiento y la orquesta a su vez hacía la pausa y todo el mundo bajaba los decibeles de su instrumentación. También, cuando se hacía un solo, toda la orquesta bajaba la potencia. El tango...no tenía arrebato, tenía fuertes y pianissimos. Troilo fue un talento en varios aspectos...como compositor es extraordinario y como director es el verdadero Gran Director de Orquesta...recibía la orquestación y le daba el clima que correspondía a la obra. Borraba cosas que el orquestador había puesto o le agregaba otras."

Después de su etapa con Troilo, hizo presentaciones en la tanguería Caño 14. En el año 1987, comenzó a trabajar en el popular Boliche Tanguero «El Viejo Almacén» con el cuarteto «Baffa-De Lio» que estaba integrado por: Ernesto Baffa en bandoneón, Ubaldo De Lio  en guitarra, Ado Falasca en piano y Sergio Paolo en bajo eléctrico. Registró un disco con Ernesto Baffa y trabajó con Litto Nebbia en su sello Melopea. En 2004 fue entrevistado para la película documental Los guardianes del ángel.
Formó parte del elenco de "La Fama es puro Cuento" en la esquina "Homero Manzi" (2004/5) Junto a Delfor Medina, Silvia Peyrou, Gaby "la voz sensual del tango" y Francisco Llanos.El guion fue realizado por el escritor balcarceño José Valle.

### Cantante
Falleció en el Hospital Pirovano de Buenos Aires, el 9 de mayo de 2007, por una infección pulmonar.